# U-24 (1936)
U-24 — малая подводная лодка типа IIB, времён Второй мировой войны. Заказ на постройку был отдан 2 февраля 1935 года. Лодка была заложена на верфи судостроительной компании Germaniawerft, Киль 21 апреля 1936 года под заводским номером 554. Спущена на воду 24 сентября 1936 года. 10 октября 1936 года принята на вооружение и, под командованием обер-лейтенанта цур зее Гейнц Бучхольц вошла в состав 3-й флотилии.

## История службы
Совершила 20 боевых походов, потопила одно судно (961 брт), 5 боевых кораблей (580 брт); повредила 1 судно (7 661 брт); невосстановимо повредила 1 судно (7 886 брт).
U-24 была перевезена посуху и через Дунай на Чёрное море в румынский порт Констанца где с 1 октября 1942 года служила в составе черноморской 30-й флотилии

### Судьба
25 августа 1944 была затоплена экипажем близ Констанцы, в районе с координатами 44°12′ с. ш. 28°41′ в. д. чтобы не допустить захвата наступающими советскими частями.
В начале 1945 была поднята СССР. 26 мая 1947 года потоплена в ходе торпедных учений советской ПЛ М-120 возле Севастополя (также в этот день была потоплена бывшая U-18).

## Командиры
- 10 октября 1936 года — 30 октября 1937 года — обер-лейтенант цур зее Гейнц Бучхольц (нем. Oberleutnant zur See Heinz Buchholz)
- 8 октября 1937 года — 17 октября 1939 года — обер-лейтенант цур зее (с 1 июня 1939 года капитан-лейтенант) Удо Беренс (нем. Oberleutnant zur See Udo Behrens)
- 18 октября 1939 года — 29 ноября 1939 года — капитан-лейтенант Гаральд Йеппенер-Хальтенхофф (нем. Kapitänleutnant Harald Jeppener-Haltenhoff)
- 30 ноября 1939 года — 21 августа 1940 года — капитан-лейтенант Удо Хейлманн (нем. Kapitänleutnant Udo Heilmann)
- 22 августа 1940 года — 10 марта 1941 года — лейтенант цур зее Дитрих Борчерт (нем. Leutnant zur See Dietrich Borchert)
- 11 марта 1941 года — 31 июля 1941 года — обер-лейтенант цур зее Гельмут Генниг (нем. Oberleutnant zur See Helmut Hennig)
- 1 августа 1941 года — 5 мая 1942 года — лейтенант цур зее (с 1 сентября 1939 года обер-лейтенант цур зее) Хардо Родлер фон Ройтберг (нем. Leutnant zur See Hardo Rodler von Roithberg)
- 14 октября 1942 года — 17 ноября 1942 года — обер-лейтенант цур зее Клаус Петерсен (нем. Oberleutnant zur See Klaus Petersen)
- 18 ноября 1942 года — 15 апреля 1943 года — обер-лейтенант цур зее Клеменс Шёлер (нем. Oberleutnant zur See Clemens Schöler)
- 16 апреля 1943 года — 6 апреля 1944 года — капитан-лейтенант Клаус Петерсен (нем. Kapitänleutnant Klaus Petersen)
- 7 апреля 1944 года — июль 1944 года — обер-лейтенант цур зее Мартин Ландт-Хайен (нем. Oberleutnant zur See Martin Landt-Hayen)
- июль 1944 года — 25 августа 1944 года — обер-лейтенант цур зее (с 1 октября 1943 года капитан-лейтенант) Дитер Ленцманн (нем. Oberleutnant zur See Dieter Lenzmann)

## Флотилии
- 10 октября 1936 года — 17 октября 1939 года — 3-я флотилия (боевая служба)
- 18 октября 1939 года — 31 декабря 1939 года — 1-я флотилия (учебная)
- 1 января 1940 года — 30 апреля 1940 года — 1-я флотилия (боевая служба)
- 1 мая 1940 года — 30 июня 1940 года — 1. U-Ausbildungsflottille (учебная)
- 1 июля 1940 года — 30 апреля 1942 года — 21-я флотилия (учебная)
- 1 октября 1942 года — 25 августа 1944 года — черноморская 30-я флотилия (боевая служба)

## Потопленные суда
| Название                | Тип               | Принадлежность | Дата                 | Тоннаж (брт) | Груз                                                                                | Судьба                         | Место                     |
| ----------------------- | ----------------- | -------------- | -------------------- | ------------ | ----------------------------------------------------------------------------------- | ------------------------------ | ------------------------- |
| Carmarthen Coast        | грузовое судно    | Великобритания | 9 ноября 1939 года   | 961          | 1000 т генерального груза включающего гранитный бордюрный камень и рулоны линолеума | потоплен (мина)                | 54°51′ с. ш. 01°16′ з. д. |
| Кремль                  | танкер            | СССР           | 31 марта 1943 года   | 7 661        | ?                                                                                   | повреждён                      | Grid CL 9447              |
| БТЩ-411 Защитник (№ 26) | тральщик          | СССР           | 15 июня 1943 года    | 441          | -                                                                                   | потоплен                       | Grid CL 9613              |
| Эмба                    | танкер            | СССР           | 15 июня 1943 года    | 7886         | ?                                                                                   | повреждён, не восстанавливался | Grid CL 9613              |
| ДБ-36                   | десантный корабль | СССР           | 22 августа 1943 года | 16           | -                                                                                   | потоплен                       | Grid CL 9369              |
| ДБ-37                   | десантный корабль | СССР           | 22 августа 1943 года | 16           | -                                                                                   | потоплен                       | Grid CL 9369              |
| СКА-088                 | морской охотник   | СССР           | 31 октября 1943 года | 56           | -                                                                                   | потоплен                       | Grid CL 9447              |
| СКА-0376                | морской охотник   | СССР           | 12 мая 1944 года     | 44           | -                                                                                   | потоплен                       | 41°58′ с. ш. 41°27′ в. д. |

1. ↑  Танкер Эмба был серьезно повреждён немецкой авиацией 29 января 1942 года, и, по причине невозможности восстановления полностью уничтоженного машинного отделения, использовался как хранилище